# Joaquim Rocha e Cunha
Joaquim Pinto da Rocha e Cunha (Glória, Aveiro, 7 de Agosto de 1913 — Campo Grande, Lisboa, 24 de janeiro de 1996) foi um magistrado e político português.

## Biografia
Foi Ministro da Justiça do V Governo Provisório português de Vasco Gonçalves.